# Kanton Saint-Blin
Saint-Blin is een voormalig kanton van het Franse departement Haute-Marne. Het kanton maakte deel uit van het arrondissement Chaumont. Ingevolge het decreet van 17 februari 2014 werd het kanton op 22 maart 2015 opgeheven en werden de gemeenten opgenomen in het kanton Poissons, dat daarvoor deel uitmaakte van het arrondissement Saint-Dizier. De gemeenten werden niet van arrondissement overgeheveld waardoor het kanton Poissons tegenwoordig in de beide genoemde arrondissementen ligt.

## Gemeenten
Het kanton Saint-Blin omvatte de volgende gemeenten:
- Aillianville
- Busson
- Chalvraines
- Chambroncourt
- Humberville
- Lafauche
- Leurville
- Liffol-le-Petit
- Manois
- Morionvilliers
- Orquevaux
- Prez-sous-Lafauche
- Saint-Blin (hoofdplaats)
- Semilly
- Vesaignes-sous-Lafauche